# Bès (Truyère)
Der Bès ist ein Fluss in Frankreich, der in den Regionen Okzitanien und Auvergne-Rhône-Alpes verläuft. Er entspringt in der Landschaft des Aubrac, bei der Anhöhe Signal de Mailhebiau, im Gemeindegebiet von Trélans. Der Bès entwässert generell in nördlicher Richtung durch ein sehr schwach besiedeltes Gebiet und mündet nach rund 67 Kilometern im Staubereich des Stausees Lac de Barrage de Grandval, beim Ort Auriac, im Gemeindegebiet von Faverolles, als rechter Nebenfluss in die Truyère. 
Auf seinem Weg durchquert der Fluss die Départements Lozère und Cantal und den Regionalen Naturpark Aubrac.

## Orte am Fluss
(Reihenfolge in Fließrichtung) 
- Recoules-d’Aubrac
- Grandvals
- Saint-Juéry
- Arzenc-d’Apcher